# Aeropuerto de Guernsey
El Aeropuerto de Guernsey  (en inglés: Guernsey Airport) (IATA: GCI, ICAO: EGJB) 
es el aeropuerto más grande de la Bailía de Guernsey y es el único aeropuerto en la isla de Guernsey. Se encuentra en Forest, una parroquia en Guernsey, a 2,5 millas náuticas ( 4,6 km; 2,9 millas). Al oeste suroeste de St. Peter Port.
El aeropuerto fue inaugurado oficialmente el 5 de mayo de 1939. Sin embargo, los servicios aéreos regulares sólo se iniciaron en octubre de 1946. En 1948, BEA operaba un servicio diario a Southampton utilizando aviones Douglas DC- 3. Desde 1951, Jersey Airlines tiene servicios regulares a Southampton los fines de semana utilizando aviones biplano de ocho asientos.

## Aerolíneas y destinos
| Aerolíneas      | Destinos |
| --------------- | --- |
| Aurigny         | Alderney, Birmingham, Bristol, Dublín, Exeter, Leeds/Bradford, Londres–Gatwick, Manchester, Southampton Estacional: East Midlands, Grenoble, Málaga, Norwich |
| Blue Islands    | Jersey, Southampton Chárter Estacional: Groningen |
| British Airways | Estacional: Londres–City Chárter Estacional: Palma de Mallorca                                                                                               |

## Estadísticas
Ver fuente y consulta Wikidata.